# Arianta xatartii
Arianta xatartii is een slakkensoort uit de familie van de Helicidae. De wetenschappelijke naam van de soort is voor het eerst geldig gepubliceerd in 1834 door Farines.